# Ngô Sỹ Quyết
Ngô Sỹ Quyết là một tướng lĩnh trong Quân đội nhân dân Việt Nam, hàm Chuẩn Đô đốc, hiện là Phó Tư lệnh Quân chủng Hải quân Việt Nam.

## Thân thế và binh nghiệp
Trước năm 2011, ông là Chỉ huy trưởng Bộ Chỉ huy Vùng 3 Hải quân thuộc Quân chủng Hải quân
Ngày 14 tháng 1 năm 2011, ông là Tư lệnh Bộ Tư lệnh Vùng 3 Hải quân.
Năm 2012, ông được phong hàm Chuẩn Đô đốc
Tháng 2 năm 2015, ông được bổ nhiệm giữ chức Phó Tư lệnh Quân chủng Hải quân Việt Nam.
Năm 2018, ông là Chuẩn Đô đốc, Phó Tư lệnh Quân chủng Hải quân Việt Nam.